# Bahnstrecke Toledo–Rio Branco
| Streckenlänge: | 432 km               |                                                  |                                                  |
| Spurweite: | 1435 mm (Normalspur) |                                                  |                                                  |
| Streckengeschwindigkeit: | 40 km/h              |                                                  |                                                  |
| |                      |                                                  |                                                  |
| \| \| \| von Montevideo \| \| \| \| 24,8 \| Toledo \| Toledo \| \| \| \| nach Minas \| \| \| \| 36,7 \| Sauce \| Sauce \| \| \| 54,6 \| Santa Rosa \| Santa Rosa \| \| \| 63,7 \| Cazot \| Cazot \| \| \| 71,0 \| Castellanos \| Castellanos \| \| \| 82,2 \| San Ramon \| San Ramon \| \| \| \| Río Santa Lucía \| \| \| \| 88,9 \| Chamizo \| Chamizo \| \| \| 107,0 \| Fray Marcos \| Fray Marcos \| \| \| 120,7 \| Casupá \| Casupá \| \| \| 132,8 \| Reboledo \| Reboledo \| \| \| 153,5 \| Cerro Colorado \| Cerro Colorado \| \| \| 182,2 \| Mansavillagra \| Mansavillagra \| \| \| 204,3 \| Illescas \| Illescas \| \| \| 230,3 \| Nico Pérez \| Nico Pérez \| \| \| \| nach Melo \| \| \| \| 253,2 \| Zapicán \| Zapicán \| \| \| 278,3 \| Retamosa \| Retamosa \| \| \| 304,2 \| José Pedro Varela \| José Pedro Varela \| \| \| \| Río Olimar \| \| \| \| 334,5 \| Treinta y Tres \| Treinta y Tres \| \| \| 357,8 \| Julio María Sanz \| Julio María Sanz \| \| \| 371,8 \| Bañados de Oro \| Bañados de Oro \| \| \| 390,1 \| Vergara \| Vergara \| \| \| 405,9 \| Rincon \| Rincon \| \| \| \| Rio Tacuari \| \| \| \| 421,1 \| Plácido Rosas \| Plácido Rosas \| \| \| 438,2 \| Dr. Getulio Vargas \| Dr. Getulio Vargas \| \| \| 456,5 \| Río Branco \| Río Branco \| \| \| \| Río Yaguarón, Puente Internacional Barón de Mauá \| \| \| \| \| nach Jaguarão, Brasilien \| \| |                      |                                                  |                                                  |
| Strecke |                      | von Montevideo                                   | von Montevideo                                   |
| Dienststation / Betriebs- oder Güterbahnhof | 24,8                 | Toledo                                           | Toledo                                           |
| Abzweig geradeaus und nach rechts |                      | nach Minas                                       | nach Minas                                       |
| Dienststation / Betriebs- oder Güterbahnhof | 36,7                 | Sauce                                            | Sauce                                            |
| Dienststation / Betriebs- oder Güterbahnhof | 54,6                 | Santa Rosa                                       | Santa Rosa                                       |
| Dienststation / Betriebs- oder Güterbahnhof | 63,7                 | Cazot                                            | Cazot                                            |
| ehemaliger Dienststation / Betriebs- oder Güterbahnhof | 71,0                 | Castellanos                                      | Castellanos                                      |
| Dienststation / Betriebs- oder Güterbahnhof | 82,2                 | San Ramon                                        | San Ramon                                        |
| Brücke über Wasserlauf |                      | Río Santa Lucía                                  | Río Santa Lucía                                  |
| Dienststation / Betriebs- oder Güterbahnhof | 88,9                 | Chamizo                                          | Chamizo                                          |
| Dienststation / Betriebs- oder Güterbahnhof | 107,0                | Fray Marcos                                      | Fray Marcos                                      |
| Dienststation / Betriebs- oder Güterbahnhof | 120,7                | Casupá                                           | Casupá                                           |
| Dienststation / Betriebs- oder Güterbahnhof | 132,8                | Reboledo                                         | Reboledo                                         |
| Dienststation / Betriebs- oder Güterbahnhof | 153,5                | Cerro Colorado                                   | Cerro Colorado                                   |
| Dienststation / Betriebs- oder Güterbahnhof | 182,2                | Mansavillagra                                    | Mansavillagra                                    |
| Dienststation / Betriebs- oder Güterbahnhof | 204,3                | Illescas                                         | Illescas                                         |
| Dienststation / Betriebs- oder Güterbahnhof | 230,3                | Nico Pérez                                       | Nico Pérez                                       |
| Abzweig geradeaus und ehemals nach links |                      | nach Melo                                        | nach Melo                                        |
| Dienststation / Betriebs- oder Güterbahnhof | 253,2                | Zapicán                                          | Zapicán                                          |
| Dienststation / Betriebs- oder Güterbahnhof | 278,3                | Retamosa                                         | Retamosa                                         |
| Dienststation / Betriebs- oder Güterbahnhof | 304,2                | José Pedro Varela                                | José Pedro Varela                                |
| Brücke über Wasserlauf |                      | Río Olimar                                       | Río Olimar                                       |
| Dienststation / Betriebs- oder Güterbahnhof | 334,5                | Treinta y Tres                                   | Treinta y Tres                                   |
| Dienststation / Betriebs- oder Güterbahnhof | 357,8                | Julio María Sanz                                 | Julio María Sanz                                 |
| ehemaliger Dienststation / Betriebs- oder Güterbahnhof | 371,8                | Bañados de Oro                                   | Bañados de Oro                                   |
| Dienststation / Betriebs- oder Güterbahnhof | 390,1                | Vergara                                          | Vergara                                          |
| Dienststation / Betriebs- oder Güterbahnhof | 405,9                | Rincon                                           | Rincon                                           |
| Brücke über Wasserlauf |                      | Rio Tacuari                                      | Rio Tacuari                                      |
| Dienststation / Betriebs- oder Güterbahnhof | 421,1                | Plácido Rosas                                    | Plácido Rosas                                    |
| Dienststation / Betriebs- oder Güterbahnhof | 438,2                | Dr. Getulio Vargas                               | Dr. Getulio Vargas                               |
| Betriebs-/Güterbahnhof Strecke ab hier außer Betrieb | 456,5                | Río Branco                                       | Río Branco                                       |
| Grenze auf Brücke über Wasserlauf (Strecke außer Betrieb) |                      | Río Yaguarón, Puente Internacional Barón de Mauá | Río Yaguarón, Puente Internacional Barón de Mauá |
| Strecke (außer Betrieb) |                      | nach Jaguarão, Brasilien                         | nach Jaguarão, Brasilien                         |

Die Bahnstrecke Toledo–Rio Branco ist eine Eisenbahnstrecke in Uruguay. Sie beginnt am östlichen Stadtrand der Hauptstadt Montevideo und führt in nordöstlicher Richtung bis zur an der brasilianischen Grenze liegenden Stadt Río Branco. Die Strecke ist nicht elektrifiziert und eingleisig. Die Kilometrierung bezieht sich auf Montevideo. Die Bahnstrecke wird auch Línea Rio Branco genannt.
Die Strecke dient dem Güterverkehr. Es werden hauptsächlich Zement, Klinker und Brennstoffe transportiert. Die vorgesehene Geschwindigkeit beträgt bis zu 40 km/h. Die maximale Achslast liegt bei 18 Tonnen. Der Streckenzustand ist schlecht. Zwischen Treinta y Tres und Río Branco findet derzeit kein Bahnverkehr statt. Der Streckenzustand soll Anfang der 2020er Jahre mit überschüssigem Material aus dem Projekt Ferrocarril Central verbessert werden.
Der Bahnverkehr vom Bahnhof Rio Branco über die Baron von Maua-Brücke in die benachbarte, brasilianische Stadt Jaguarão ist eingestellt.